# Leucandra egedii
Leucandra egedii är en svampdjursart som först beskrevs av Schmidt 1870.  Leucandra egedii ingår i släktet Leucandra och familjen Grantiidae. Inga underarter finns listade i Catalogue of Life.